# Xylosciara steleocera
Xylosciara steleocera är en tvåvingeart som beskrevs av Risto Kalevi Tuomikoski 1960. Xylosciara steleocera ingår i släktet Xylosciara och familjen sorgmyggor. Arten är reproducerande i Sverige. Inga underarter finns listade i Catalogue of Life.